# Grand Bank
Grand Bank is een gemeente (town) in de Canadese provincie Newfoundland en Labrador.

## Geografie
Grand Bank ligt in het zuidwesten van het schiereiland Burin, aan de zuidkust van het eiland Newfoundland. De gemeente ligt ten oosten van het dorp Fortune en ten westen van het gehucht L'Anse-au-Loup. In het dorpscentrum mondt de rivier Grand Bank Brook in zee uit. Een kilometer vóór de monding staat een stuwdam met daar achter het stuwmeer van Grand Bank.

## Demografie
Grand Bank is qua inwoneraantal bij verre de grootste gemeente aan de noordwestelijke zijde van Burin. Demografisch gezien is Grand Bank, net zoals de meeste afgelegen dorpen op Newfoundland, aan het krimpen. Tussen 1981 en 2021 daalde de bevolkingsomvang van 3.901 naar 2.152. Dat komt neer op een daling van 1.749 inwoners (-44,8%) in 40 jaar tijd.
| Demografische ontwikkeling van Grand Bank tussen 1951 en 2021              |
| -------------------------------------------------------------------------- |
|                                                                            |
| Bron: Statistics Canada (1951–1986, 1991–1996, 2001–2006, 2011–2016, 2021) |

### Taal
In 2021 hadden vrijwel alle inwoners van Grand Bank het Engels als moedertaal. Hoewel slechts vijf mensen (0,2%) het Frans als moedertaal hadden, waren er 25 mensen die die andere Canadese landstaal konden spreken (1,2%). Niemand was in 2021 een andere taal dan het Engels of Frans machtig.

## Sport
De gemeente is de thuisbasis van de voetbalclub Grand Bank Gee Bees FC. De club behaalde viermaal de provinciale titel.

## Galerij

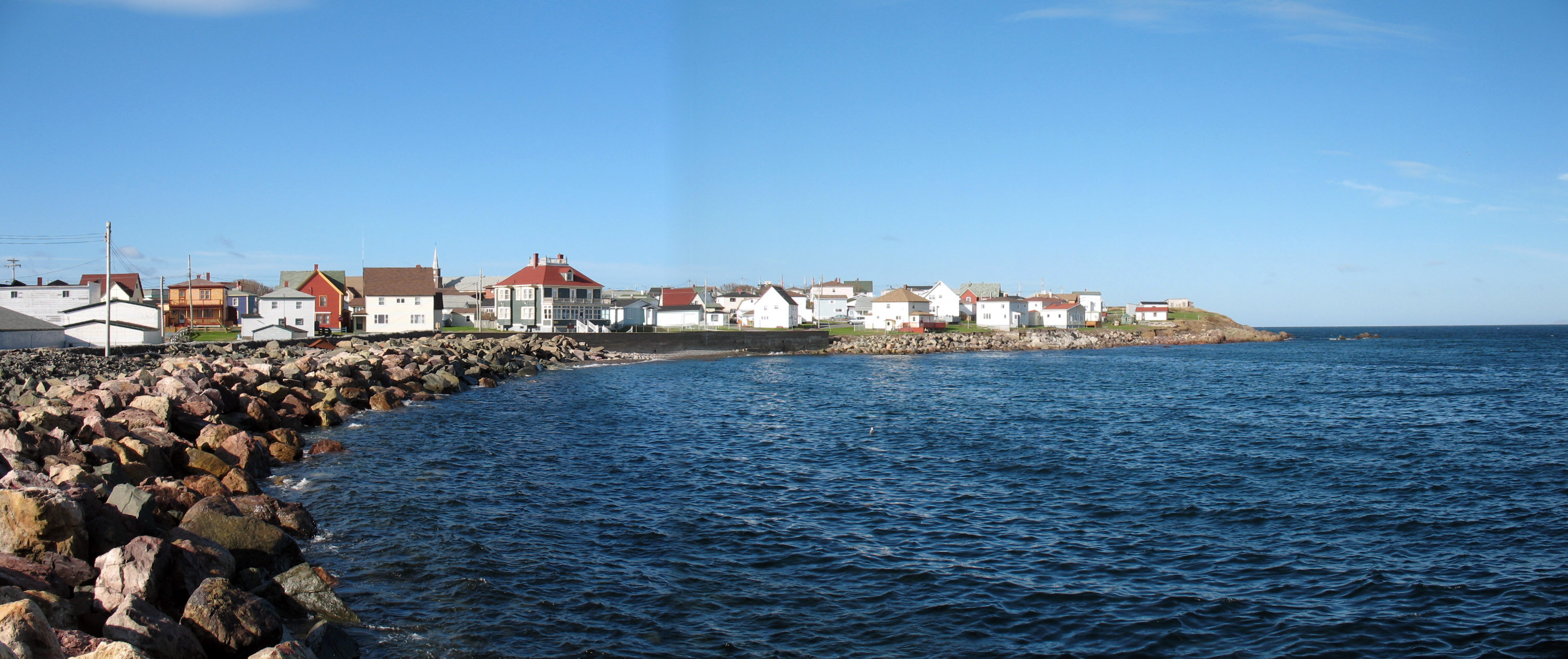
Zicht op de kustlijn van Grand Bank
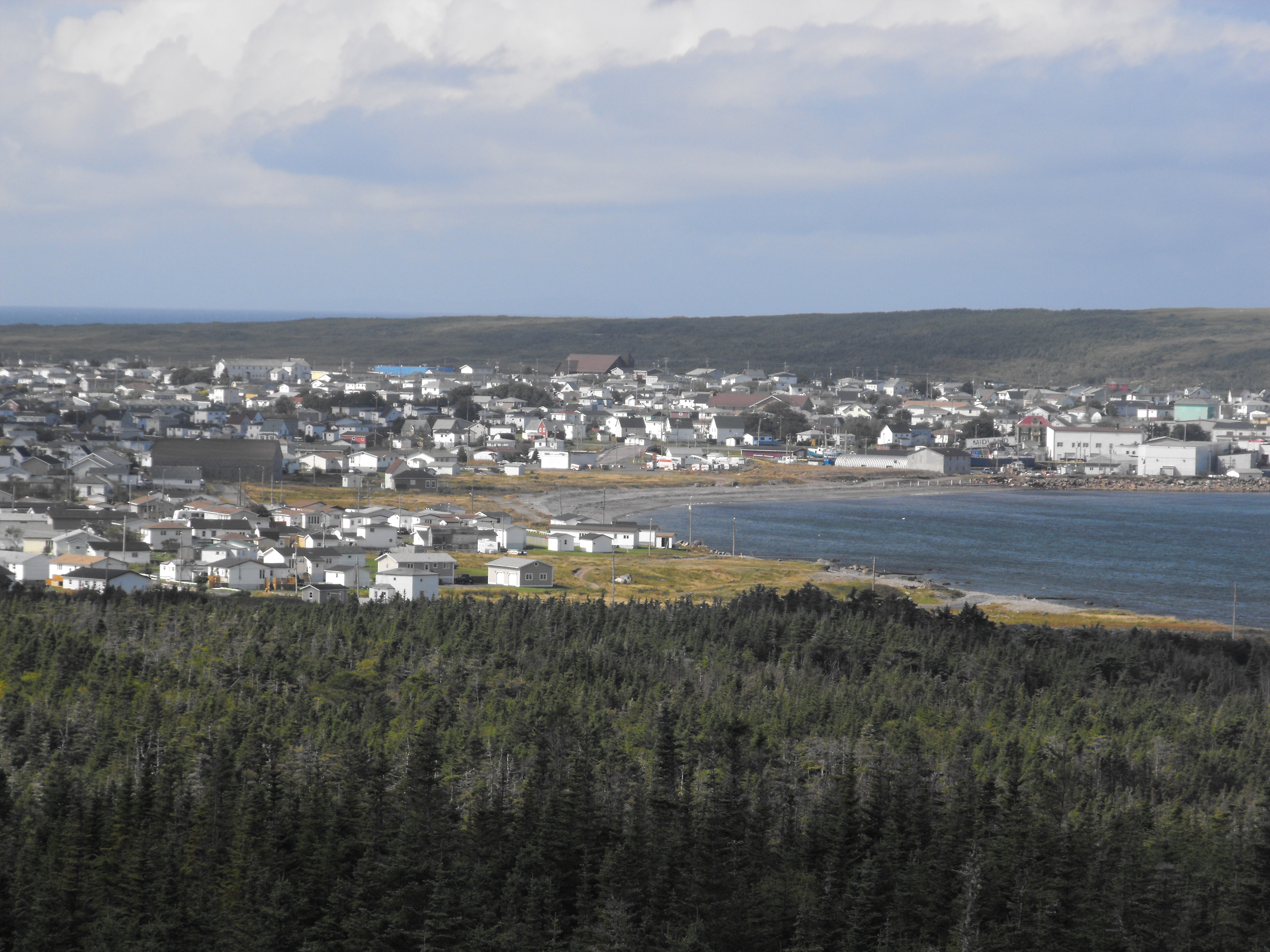
Zicht op de dorpskern
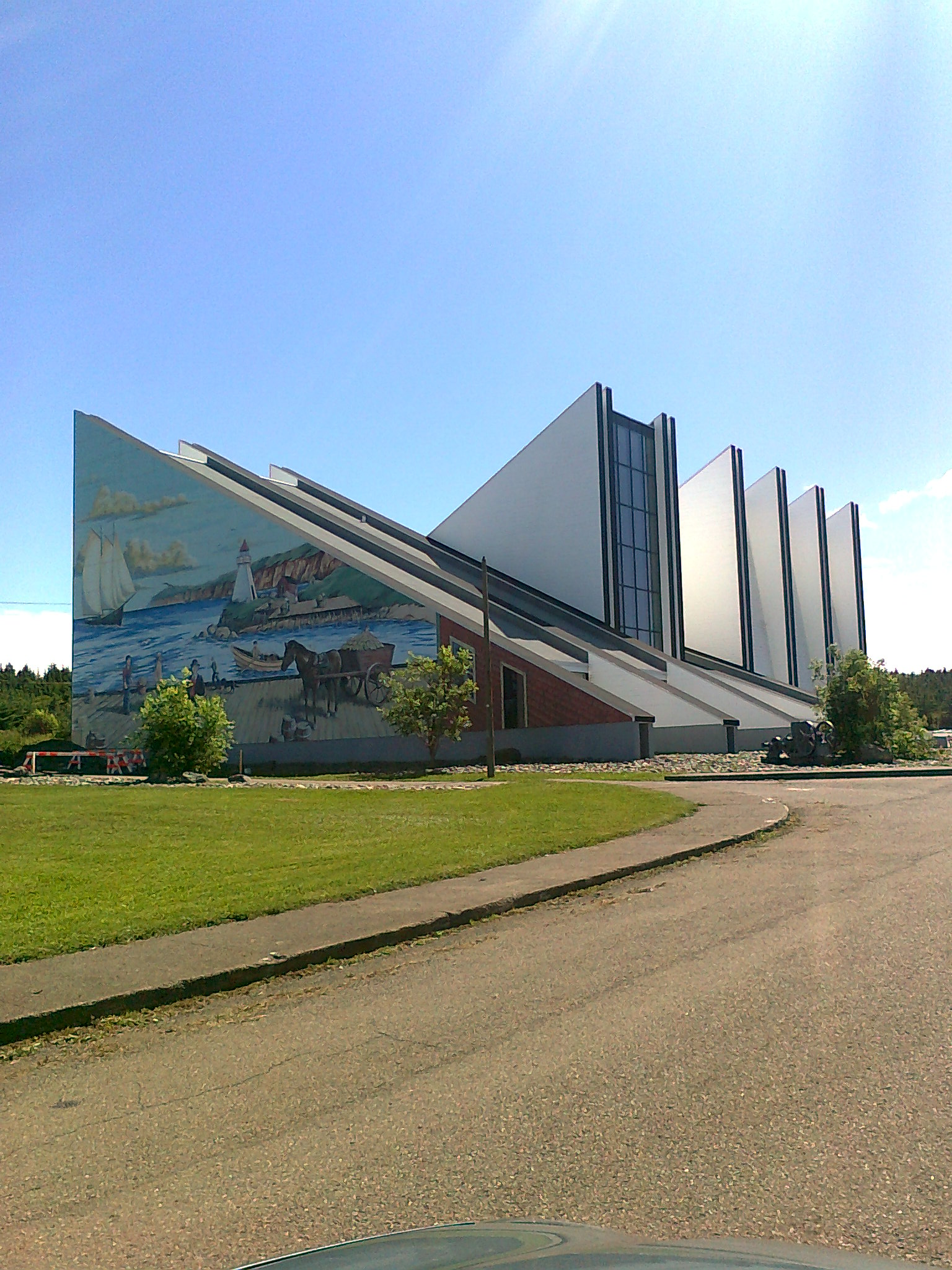
Het Seamen's Museum
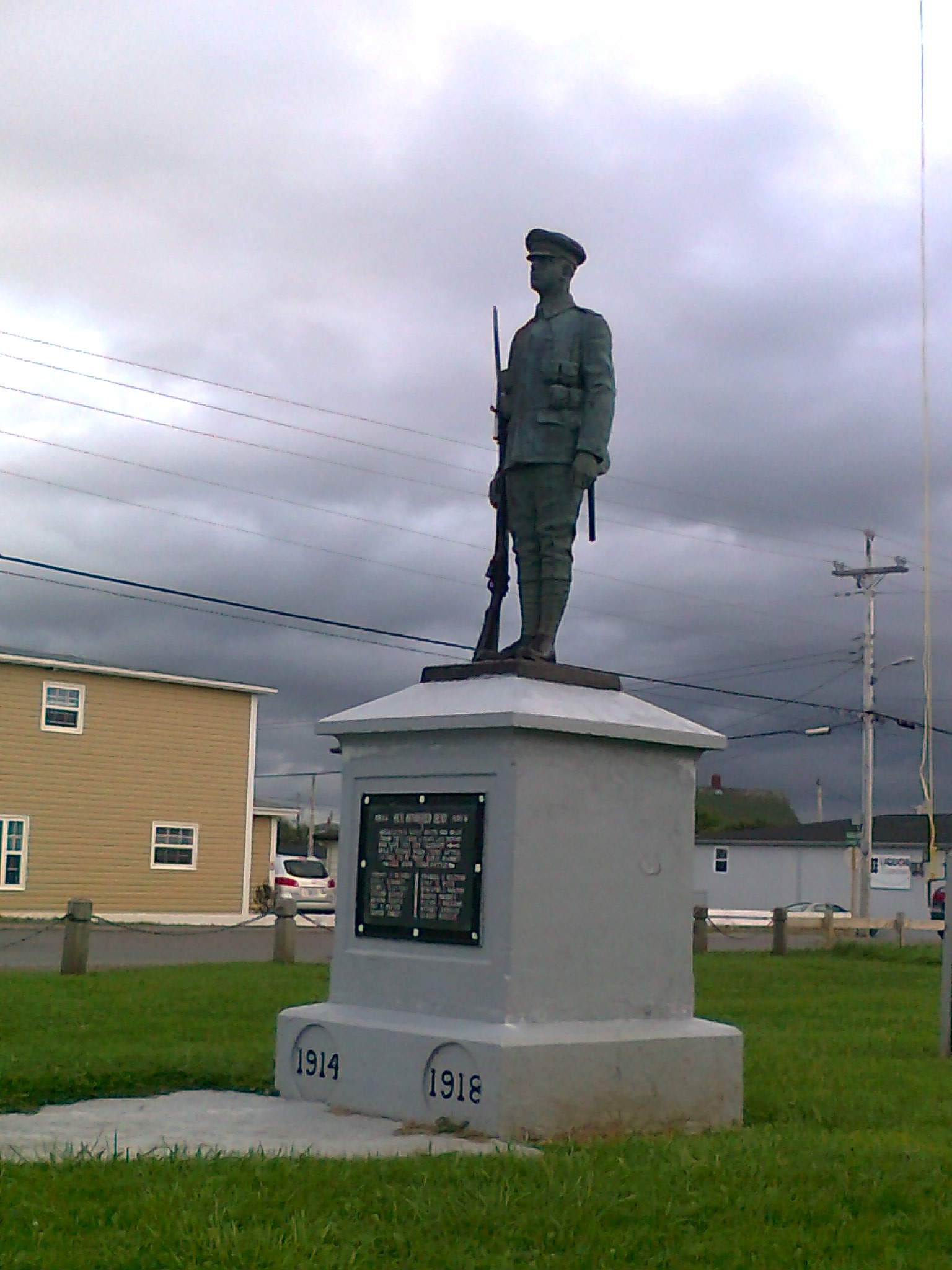
Monument ter herdenking van de Eerste Wereldoorlog

## Geboren
- Judy Foote (1952), politica en luitenant-gouverneur